# Электрошлаковый переплав
Электрошла́ковый перепла́в — вид электрошлакового процесса, электрометаллургический процесс, при котором металл переплавляется в ванне электропроводного шлака, нагреваемого электрическим током. При таком способе переплава повышается качество металлов и сплавов. Электрошлаковый переплав разработан в начале 50-х гг. 20 в. в институте электросварки им. Е. О. Патона АН УССР на основе электрошлаковой сварки. Изменяя состав шлака и температурный режим процесса, осуществляют избирательное рафинирование металла. В результате электрошлакового переплава содержание серы снижается в 2—5 раз, кислорода и неметаллических включений в 1,5—2,5 раза. Слиток характеризуется плотной направленной макроструктурой, свободен от дефектов литейного и усадочного происхождения. Химическая и структурная однородность слитка обусловливает изотропность физических и механических свойств металла.